# Die Stadt der Verlorenen
Die Stadt der Verlorenen (Originaltitel: Legend of the Lost) ist ein Abenteuerfilm von Henry Hathaway, der 1957 in US-amerikanisch-italienischer Co-Produktion entstand. Die Erstaufführung in Deutschland fand am 5. April 1958 statt.

## Handlung
Nur widerstrebend erklärt sich der erfahrene Führer Joe January bereit, einen Schatzsucher von Timbuktu aus durch die Wüste zu geleiten. Der Schatzsucher ist Paul Bonnard, er will in einer Ruinenstadt in der Wüste einen Schatz suchen, den sein Vater angeblich gefunden und dort wieder vergraben hat. Bonnard verliebt sich in Dita, eine Frau mit schlechtem Ruf, sie gilt als freizügig. Trotz Joes Einwänden nimmt Dita an der Expedition zu der Stadt in der Wüste teil. Während eines Sandsturms, als die drei sich unter einer Decke eng aneinander schmiegen, beginnt es, zwischen Joe und Dita zu funken.
Die Reise ist beschwerlich, das Trinkwasser geht der kleinen Gruppe aus. Doch im letzten Moment stoßen sie auf die Stadt und finden dort einen Brunnen. In den Ruinen entdeckt man drei Skelette, es handelt sich um zwei Männer und eine Frau. In dem Sand liegt auch ein Schreiben. Aus ihm geht hervor, dass Bonnards Vater offensichtlich seine Frau mit dem Führer inflagranti überrascht und daraufhin die beiden und sich selbst getötet hat. Nach längerem Suchen finden die Drei auch den Schatz, Bonnard kennt die Koordinaten, die sein Vater festgehalten hat. Doch bricht wenig später ein Streit zwischen Bonnard und Joe aus. Bonnard hatte zuvor Dita bedrängt, sie küssen wollen, doch diese hat ihn zurückgestoßen und dabei ausgerufen, dass sie ihn nicht liebe. Bonnard bezichtigt daraufhin Joe, ihm die Frau abspenstig gemacht zu haben. Gegenüber Dita äußert er die Befürchtung, dass Joe ihn töten wolle.
In der Nacht schleicht sich Bonnard davon, er nimmt die beiden Pferde, das Maultier, die Vorräte und auch den Schatz mit sich. Joe und Dita folgen am Morgen den Spuren. Doch in der Hitze bricht Dita zusammen. Wenig später sichtet Joe eines der Pferde allein in der Wüste. Er setzt die völlig erschöpfte Dita in den Sattel. Ein paar Stunden später finden sie den zu Tode erschöpften Bonnard mit den beiden anderen Tieren, ihm war das Trinkwasser ausgegangen. Joe lässt ihn von dem Wasserschlauch des ersten Pferdes trinken. Erneut bricht ein Streit zwischen den beiden Männern aus, Bonnard verletzt Joe schwer und holt zum tödlichen Schlag aus, wird aber im letzten Moment von Dita erschossen. Später treffen Joe und Dita auf eine Karawane und können sich so retten. Der Schatz gehört nun ihnen.

## Hintergrund
Der Film, eine Batjac-Produktion, an der John Wayne beteiligt war, wurde in den Cinecittà-Studios in Rom sowie in Libyen gedreht. Sehr erfolgreich war der Film nicht. Er spielte bei einem Budget von 1,75 Millionen US-Dollar in den USA nur 2,2 Millionen US-Dollar wieder ein.
Der gebürtige Österreicher Kurt Kasznar kam Mitte der 1930er Jahre in die USA und wurde ein gefragter Theater-Darsteller. Zwischen 1941 und 1969 arbeiteten Henry Hathaway und John Wayne neunmal zusammen.
Trotz John Wayne und Sophia Loren als Hauptdarsteller und Henry Hathaway als Regisseur, war der Film kein Erfolg, auch wenn weitere Top-Leute am Set mitwirkten. Co-Autor Ben Hecht gewann 1929 und 1936 jeweils einen Oscar, Kameramann Jack Cardiff wurde 1948 geehrt.

## Kritiken
„Trotz großer Besetzung ein eher langweiliger Abenteuerfilm in dekorativer Landschaft.“

„John Wayne sucht in der Sahara einen Schatz – und die Gunst von Sophia Loren… Wüsten-, Western- und Liebesmix in mythisch überhöhten Bildern.“

„Mit gewohnter Professionalität und in der üblichen Westernmanier inszenierte Altmeister Henry Hathaway die abenteuerliche Geschichte einer Schatzsuche. Kameramann Jack Cardiff steuerte zwar schöne Aufnahmen aus der Wüste und einer antiken Ruinenstadt in Libyen bei, doch der Film geriet trotz Starbesetzung über weite Strecken eher langweilig.“